# Sporobolus pungens
Sporobolus pungens,  pasto niño,  es una especie botánica de pastos en la familia de las poáceas.  

## Descripción
Es una planta con rizoma estolonífero, rastrero o subterráneo. Tiene tallos que alcanza un tamaño de 10-40 cm de altura, ascendentes o decumbentes, ramificados en la base, con numerosos entrenudos cortos. Hojas abundantes, dísticas; vaina ciliada en la zona de contacto con el limbo; lígula con pelos de 0,3 mm; limbo de 1,5-10  cm x 1,5-5  mm, de erecto-patente a casi adpreso, ligeramente hirsuto por el haz. La inflorescencia en forma de panícula de 2,5-6,5 cm, ovoidea o elipsoidea, con ramas erectas ligeramente hirsutas en los nudos. Espiguillas de 2-3,3 mm. Glumas agudas, aquilladas, escariosas, con quilla escábrida; la inferior de 1,8-2,4 mm, más corta que la flor; la superior de 2,5-3 mm, generalmente tan larga como la flor. Lema de 2,5-2,7 mm, aguda, glabra, con quilla lisa. Callo redondeado, poco marcado, glabro. Anteras de 1,2-1,8 mm. 2n = 36. Florece de junio a septiembre.

## Distribución y hábitat
Se encuentra en dunas y arenales costeros. Especie frecuente de litoral. Se encuentra en las regiones Mediterránea y Macaronésica.

## Taxonomía
Sporobolus pungens fue descrita por (Schreb.) Kunth y publicado en Révision des Graminées 1: 68. 1829.
Etimología
Sporobolus: nombre genérico que deriva del griego spora (semillas) y ballein (tirar), aludiendo a la semilla cuando se libera y (probablemente) por la manera, a veces por la fuerza, de su lanzamiento.
pungens: epíteto latino que significa "espinoso".
Sinonimia
- Agrostis affinis Schult.
- Agrostis arenaria Gouan
- Agrostis pungens Schreb.
- Phalaris disticha Forssk.
- Podosemum pungens (Schreb.) Link
- Sporobolus arenarius (Gouan) Duval-Jouve
- Sporobolus muhlenbergii Kunth
- Sporobolus purgans Griseb.
- Sporobolus virginicus var. arenarius (Gouan) Maire
- Vilfa arenaria (Gouan) Trin.
- Vilfa muhlenbergii Steud.
- Vilfa pungens (Schreb.) P.Beauv.[4][5]